# Alberto Boggio
Alberto Osvaldo Boggio (Bahía Blanca, 14 agosto 1969) è un ex calciatore argentino, di ruolo difensore.